# Spiazzo
Spiazzo é uma comuna italiana da região do Trentino-Alto Ádige, província de Trento, com cerca de 1.122 habitantes. Estende-se por uma área de 70 km², tendo uma densidade populacional de 16 hab/km². Faz divisa com Bocenago, Caderzone Terme, Giustino, Massimeno, Pelugo, Ponte di Legno (BS), Saviore dell'Adamello (BS), Strembo, Tre Ville, Valdaone e Vermiglio.